# Грушкинское сельское поселение
Грушкинское сельское поселение — муниципальное образование в Адыге-Хабльском районе Карачаево-Черкесской Республики.
Административный центр — хутор Грушка.

## География
Муниципальное образование расположено в юго-западной части западной зоны Адыге-Хабльского района. В состав поселения входят четыре населённых пункта.
Площадь территории сельского поселения составляет — 43,76 км2.
Граничит с землями муниципальных образований: Эрсаконское сельское поселение на северо-востоке, Старо-Кувинское сельское поселение на востоке, Вако-Жилевское сельское поселение на юго-востоке, а также с землями Отрадненского района Краснодарского края на западе.
Территория Грушкинского сельского поселения расположена в предгорной лесостепной зоне республики. Рельеф местности представляет собой в основном холмистую местность с волнистыми равнинами. Средние высоты на территории сельского поселения составляют около 600 метра над уровнем моря.
Почвенный покров отличается исключительным разнообразием. Развиты черноземы предкавказские и предгорные. В пойме рек пойменные луговые почвы.
Гидрографическая сеть представлена реками Большой Щеблонок и Малый Щеблонок.
Климат умеренно-тёплый. Среднегодовая температура воздуха положительная и составляет около +8°С. Средняя температура июля +22°С, средняя температура января –4°С. Максимальная температура может достигать +40°С, минимальная может опускаться до -32°С. Продолжительность вегетационного периода 210 дней. Среднегодовое количество осадков составляет около 600 мм в год. Основная их часть приходится на период с апреля по июнь. Зимой и весной часто господствуют восточные и северо-восточные ветры, которые достигают скорости 20-30 м/с.

## История
Грушкинский сельсовет был основан в 1926 году. До 1953 года сельсовет входил в состав Кувинского района Черкесской автономной области. В 1953 году, с упразднением Кувинского района, сельсовет был передан в состав Икон-Халкского района. В 1957 году он стал частью Адыге-Хабльского района Карачаево-Черкесской автономной области.
Границы и статус сельского поселения были установлены Законом Карачаево-Черкесии от 18 апреля 2008 года № 27-РЗ «Об установлении границ муниципальных образований на территории Адыге-Хабльского муниципального района».[1]
Примечания
1. Закон Карачаево-Черкесской Республики от 18 апреля 2008 года № 27-РЗ "Об установлении границ муниципальных образований на территории Адыге-Хабльского муниципального района".

## Население
| 2002  | 2010  | 2012  | 2013  | 2014  | 2015  | 2016  |
| ----- | ----- | ----- | ----- | ----- | ----- | ----- |
| 1319  | ↗1940 | ↘1913 | ↘1907 | ↘1884 | ↘1880 | ↘1858 |
| 2017  | 2018  | 2019  | 2020  | 2021  | 2023  | 2024  |
| ↗1865 | ↘1849 | ↘1831 | ↗1848 | ↘1779 | ↘1768 | ↗1771 |
| 2025  |       |       |       |       |       |       |
| ↘1756 |       |       |       |       |       |       |

Процент от населения района — 10.72 %
Плотность — 40.13 чел./км2

### Национальный состав
По данным Всероссийской переписи населения 2010 года:
| Народ   | Численность, чел. | Доля от всего населения, % |
| ------- | ----------------- | -------------------------- |
| абазины | 1 754             | 90,4 %                     |
| русские | 112               | 5,8 %                      |
| черкесы | 39                | 2,0 %                      |
| другие  | 35                | 1,8 %                      |
| всего   | 1940              | 100 %                      |

По данным Всероссийской переписи населения 2021 года:
| Народ               | Численность, чел. | Доля от всего населения, % |
| ------------------- | ----------------- | -------------------------- |
| абазины             | 1 612             | 90,61 %                    |
| черкесы             | 76                | 4,27 %                     |
| русские             | 39                | 2,19 %                     |
| другие / не указано | 52                | 2,92 %                     |
| всего               | 1 779             | 100,0 %                    |

## Состав поселения
| № | Населённый пункт | Тип населённого пункта        | Население | Доля от населения (%) |
| - | ---------------- | ----------------------------- | --------- | --------------------- |
| 1 | Абаза-Хабль      | аул                           | ↘522      | 29,7 %                |
| 2 | Грушка           | хутор, административный центр | ↗298      | 15,1 %                |
| 3 | Мало-Абазинск    | аул                           | ↘553      | 29,1 %                |
| 4 | Тапанта          | аул                           | ↘406      | 26,1 %                |

## Экономика
Основной экономической специализацией муниципального образования является сельское хозяйство и животноводство. В растениеводстве преобладают зерновые культуры. Также выращивают картофель и овощи открытого грунта.
В животноводстве преобладают продукты крупного рогатого скота — мясо и молоко.